# صلاح جاسم بدن
صلاح جاسم بدن مواليد 3 يوليو 1956، هو ملاكم عراقي محترف. شارك في دورة الألعاب الأولمبية الصيفية سنة 1980.

## روابط خارجية
- صلاح جاسم بدن على موقع أوليمبيديا (الإنجليزية)